# CALTY
CALTY(キャルティ、 Calty Design Research Incorporated)は1973年にトヨタ自動車がアメリカ合衆国に設立したデザインスタジオ。ニューポートビーチとアナーバーに拠点を置いている。エクステリアデザインを主な業務として行っている。

## 過去にデザインした車種
- 2012年 レクサス・LF-LC コンセプト
- 2007年 トヨタ・FT-HS コンセプト
- 2006年 トヨタ・F3R コンセプト
- 2005年 サイオン・t2B コンセプト
- 2004年 トヨタ・FTX コンセプト
- 2004年 レクサス・LF-C コンセプト
- 2004年 トヨタ・カムリソラーラ
- 2003年 レクサス・LF-X コンセプト
- 2003年 トヨタ・FJクルーザー コンセプト
- 2002年 トヨタ・マトリックス
- 2001年 トヨタ・RSC コンセプト
- 2001年 トヨタ・RAV4
- 2000年 トヨタ・アバロン（日本名:トヨタ・プロナード）
- 1999年 トヨタ・カムリソラーラ
- 1999年 トヨタ・セリカ
- 1997年 トヨタ・プリウス
- 1997年? トヨタ・カムリソラーラ コンバーチブル コンセプト
- 1995年 レクサス・FLV コンセプト
- 1995年 トヨタ・タコマ
- 1991年 レクサス・SC
- 1990年 トヨタ・エスティマ
- 1989年 トヨタ・セリカ
- 1989年 トヨタ・MX21 コンセプト
- 1985年 トヨタ・FXV-II コンセプト
- 1979年 トヨタ・ハイラックス
- 1978年? トヨタ・FXV コンセプト
- 1978年 トヨタ・スープラ（日本名：トヨタ・セリカXX）
- 1977年 トヨタ・セリカ
- 1977年 トヨタ・F100 コンセプト
- 1977年 トヨタ・CAL-1 コンセプト